# Station Le Grand-Jardin
Station Le Grand-Jardin is een spoorweghalte in de Franse gemeente Lisieux. Zij wordt bediend door treinen van het netwerk Nomad Train op het traject Lisieux - Trouville-Deauville.